# Mascotas con pinta
Las Mascotas con pinturas es un reality show que trata de 12 peluqueros que se enfrentan en diferentes competencias de acicalados para perros que se le denomina prueba de eliminación después de una prueba al azar sobre perros a la cual se le denomina pruebas del olfato, el ganador de cada prueba gana una ventaja para la siguiente y el peor de las  eliminaciónes sale de la competencia para que al final quede uno.
Este programa es transmitido por Animal Planet.

## Episodios
- Ep. 1 El primer corte (6 de mayo de 2009)
- Ep. 2 Mentalidad de rebaño (13 de mayo de 2009)
- Ep. 3 Clientes difíciles (20 de mayo de 2009)
- Ep. 4 El desfile de modas (27 de mayo de 2009)
- Ep. 5 Gato encerrado (3 de junio de 2009)
- Ep. 6 Delicias caninas (10 de junio de 2009)
- Ep. 7 De portada (17 de junio de 2009)
- Ep. 8 Sesión psíquica (24 de junio de 2009)
- Ep. 9 Príncipes y mendigos (1 de julio de 2009)
- Ep. 10 Servicio a domicilio (8 de julio de 2009)
- Ep. 11 Manos a la obra (15 de julio de 2009)
- Ep. 12 Los mejores momentos (22 de julio de 2009)

## Progreso de los peluqueros
|    | Prueba de olfato Ganador | Amber     | Amber Jorge | Kathleen  | Artist Jasper Jorge | Jasper    | Jessica   | Ninguno 2 | Jonathan  | Ninguno 3 | Artist Kathleen | Jonathan  | Ninguno6  |  |  |
| 1  | Artist                   | CONTINUA  | CONTINUA    | CONTINUA  | SEGUNDO             | RIESGO    | GANA      | CONTINUA  | RIESGO    | SALVADO4  | RIESGO          | GANA      | GANADOR   |  |  |
| 2  | Jonathan                 | GANA      | GANA        | SEGUNDO   | CONTINUA            | CONTINUA  | CONTINUA  | SEGUNDO   | SEGUNDO   | CONTINUA  | GANA            | RIESGO    | ELIMINADO |  |  |
| 3  | Jorge                    | SEGUNDO   | CONTINUA    | CONTINUA  | SEGUNDO             | CONTINUA  | CONTINUA  | RIESGO    | RIESGO    | GANA      | SEGUNDO         | ELIMINADO |           |  |  |
| 4  | Kathleen                 | CONTINUA  | CONTINUA    | CONTINUA  | CONTINUA            | GANA      | RIESGO    | GANA      | GANA      | CONTINUA  | ELIMINADA       |           |           |  |  |
| 5  | Jasper                   | RIESGO    | SEGUNDO     | CONTINUA  | GANA                | CONTINUA  | SEGUNDO   | CONTINUA  | ELIMINADO |           |                 |           |           |  |  |
| 6  | Jessica                  | CONTINUA  | CONTINUA    | CONTINUA  | RIESGO              | CONTINUA  | CONTINUA  | ELIMINADA |           |           |                 |           |           |  |  |
| 7  | Will                     | CONTINUA  | RIESGO      | GANA      | RIESGO              | SEGUNDO   | ELIMINADO |           |           |           |                 |           |           |  |  |
| 8  | Malissa                  | CONTINUA  | CONTINUA    | RIESGO    | CONTINUA            | ELIMINADA |           |           |           |           |                 |           |           |  |  |
| 9  | Amber                    | CONTINUA  | CONTINUA    | CONTINUA  | ELIMINADA 1         |           |           |           |           |           |                 |           |           |  |  |
| 10 | Jon                      | CONTINUA  | CONTINUA    | ELIMINADO |                     |           |           |           |           |           |                 |           |           |  |  |
| 11 | Sarah                    | CONTINUA  | ELIMINADA   |           |                     |           |           |           |           |           |                 |           |           |  |  |
| 12 | Lisa                     | ELIMINADA |             |           |                     |           |           |           |           |           |                 |           |           |  |  |

     (GANADOR) El peluquero ha ganado la serie y fue condecorado como El Peluquero de Perros del Año
     (GANA) El peluquero ganó la prueba de eliminación de ese episodio.
     (SEGUNDO) El peluquero tuvo un alto desempeño en el desafíos de eliminaciónes, pero no ganó.
     (RIESGO) El peluquero tuvo un bajo desempeño en la prueba de eliminaciónes, pero no fue eliminado.
     (ELIMINADO) El peluquero perdió en la prueba de eliminación, y fue eliminado de la competencia.
     (CONTINUA) El peluquero no ganó ni perdió la prueba de eliminaciónes. Simplemente continúa en la competencia.
     (SALVADO) El peluquero iba a ser eliminado pero hubo circunstancias anormales.
- En el episodio 4 los peluqueros trabajaron en equipos de 3. El equipo que perdió la prueba expulsó a uno de sus integrantes, y los jueces sólo decidirían quién se iba si había empate.
- En el episodio 7 no hubo prueba de olfato.  Los peluqueros tuvieron la prueba de eliminación, en la cual tenían que escoger un perro del "Dog Park", acicalados y tener una sesión de fotos para Gromer to Gromer Magazine.
- En el episodio 9 no hubo prueba del olfato. Los peluqueros tuvieron que acicalar perros del refugio The Lange Foundation y hacer que los adoptaran.
- Originalmente, la prueba de eliminación consistía en seleccionar un perro de los cuatro que se podían escoger del refugio The Lange Foundation de Los Ángeles y hacer que los adoptaran.  El último en encontrar un hogar para su perro sería eliminado.  Después de que la feria de adopción se acabó se reveló que ninguno sería eliminado.
- El episodio 12 fue un episodio resumen, donde se mostraron escenas nunca vistas y quienes no habían visto la serie pudieron ponerse al día.
- En el episodio 13 no hubo prueba de olfato. Los peluqueros tuvieron que acicalar 8 perros en menos de 12 horas.